# Osemení

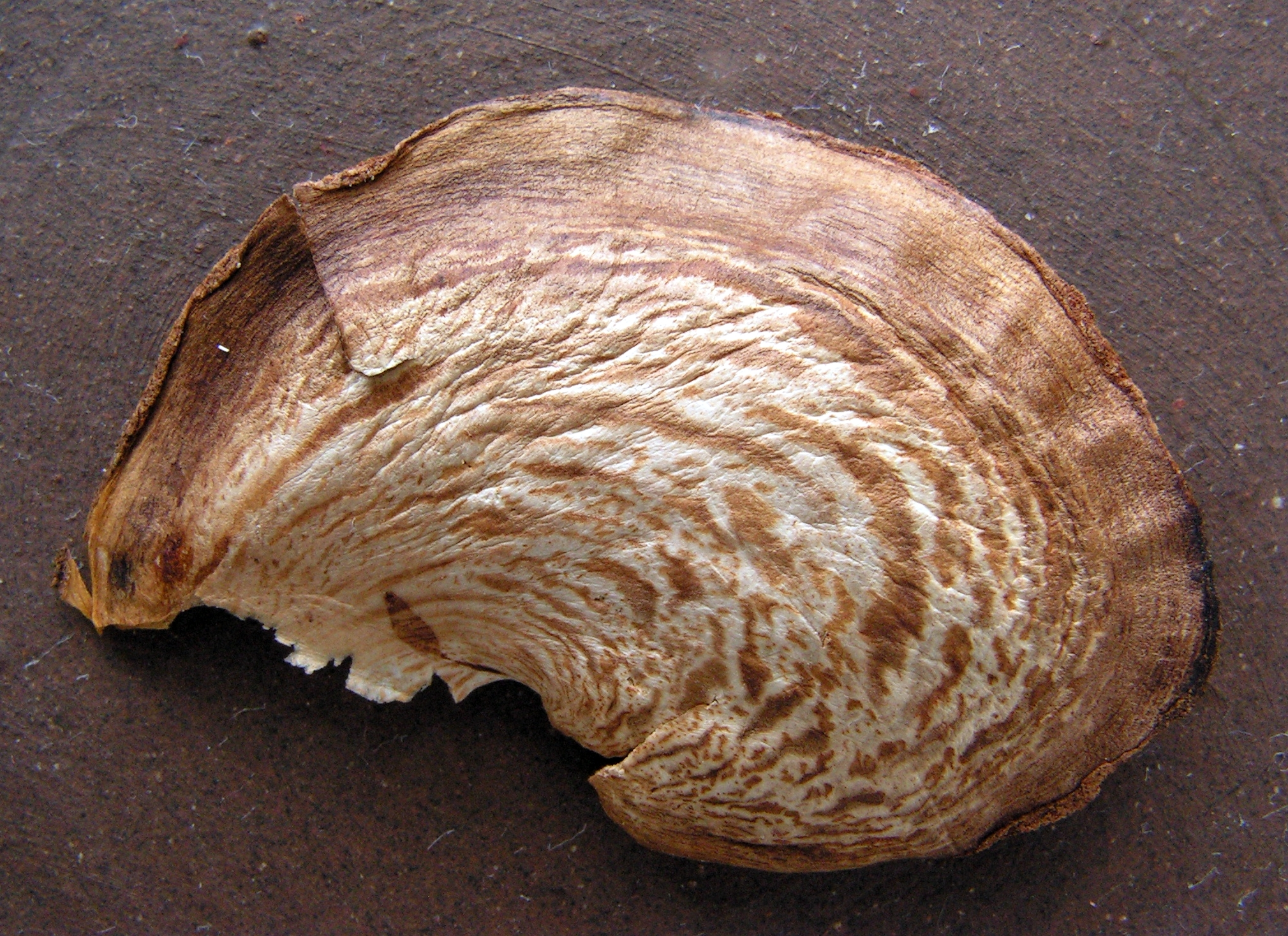
osemení semena mangovníku indického

Osemení (spermoderma, testa) je zpravidla suchý, blanitý obal semene, který vzniká z obalů vajíčka. Osemení tedy geneticky odpovídá pletivu mateřské rostliny.
Obal semene rostlin vznikající z obalů vaječných. Osemení je buď blanité (ořešák královský, podzemnice), kožovité (jírovec, bob), dužnaté (réva vinná, šťavel) nebo tvrdé, kamenité (šácholan).
Osemení na sobě může mít trichomy (bavlník). 